# 新莫爾登大街

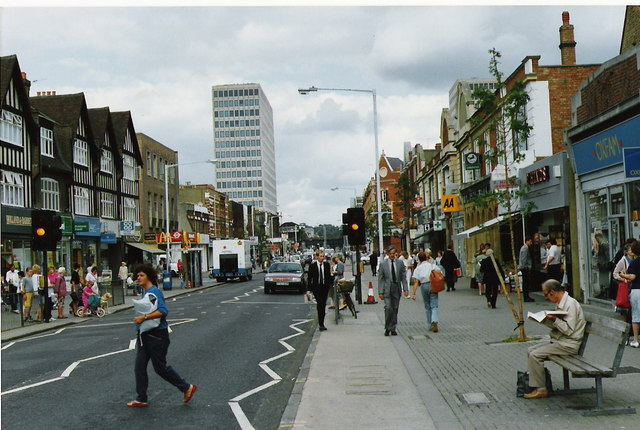
1993年新莫爾登大街

新莫爾登大街（英語：New Malden High Street）是一條一公里長，約自19和20世紀以來的大街，位於英國倫敦西南部泰晤士河畔京士頓區新莫爾登郊區中心，圍繞新莫爾登火車站，位於一座殼牌加油站和一間總理便利商店之間。

## 簡介
新莫爾登大街含有多種商店。由於新摩爾登是歐洲最多韓國人的區域，因此它包含了很多韓國商店和餐廳。儘管如此，新莫爾登大街是一個韓國商人常去的旅遊目的地，梅斯（Mace）百貨公司專營道地的英國商品，已賺取強勢的英鎊。都鐸威廉姆斯有限公司（Tudor Williams Ltd），於1913年成立，是一間家庭經營的百貨公司，位於新莫爾登大街。該公司還擁有多家商店，位於科巴姆（Cobham）和多爾金（Dorking），並且於2004年10月，收購位於法納姆（Farnham）的Elphicks百貨公司，以及2006年9月，收購位於賴蓋特（Reigate）的Knights百貨公司而擴大。在超市方面，Waitrose在新莫爾登大街開設第131間分店，Iceland在街上有一間分店以及Somerfield的一間老店於2009年轉型為The Co-operative Food大間的分店。

## 噴泉
在大街盡頭的迂迴處被稱為噴泉迂迴處，因為它原先為馬匹的飲用泉水。另迂迴噴泉的一處角落有一間有人看守的公屋。位於迂迴處有四個出入口：一處往大街、一處往泰晤士河畔金斯頓、一處朝向Cheam和薩頓，以及一處朝向Raynes公園和溫布爾登；後兩者主要穿越倫敦朴茨茅斯路（A3公路）。